# Королівство тіней
Королевство тіней (англ. The Shadow Kingdom) — оповідання у жанрі фентези американського письменника-фантаста Роберта Говарда. Оповідання було опубліковано в 1929 році в журналі Weird Tales 
У оповіданні розповідається про пригоди короля Валюзії Кулла-атланта у вигадану доісторичну епоху — Турійську еру.

## Сюжет
Історія починається незабаром після того, як Кулл, варвар з Атлантиди, завоював Валюзію, ставши її королем. Кулл запрошений на бенкет піктським послом в Валюзії Ка-ну Стародавнім. Незважаючи на те, що пікти є давніми ворогами атлантів, Ка-ну довіряє Куллу і каже йому очікувати прибуття Брюле Списоносця близько заходу сонця. Рано ввечері Брюле забирається в спальню Кулла ідентифікуючи себе «золотим браслетом, який представляє тричі скрученого крилатого дракона, з трьома рубіновими рогами на голові», який був показаний Куллу на бенкеті. Брюле пояснює, що життя Кулла в небезпеці, і показує йому серію таємних проходів, якими пронизаний палац. Невдовзі Кулл бачить, що охоронці біля його кімнати непритомніли, а їхні тіла сховані, хоча, здається, вони все ще на сторожі. Головний радник Ту прибуває, плануючи вбити сплячого короля, але той зустрічає його прокинувшимся і озброєний. Виявляэться, що то не справжній Ту, а людина-змія, яка прийняла його вигляд. Брюле розповідає, що люди-змії, давня долюдська раса, яка заснувала Валюзію, але майже вимерла, правлять із тіні, використовуючи свою релігію культу змії та здатність маскуватися за допомогою магії. Вони мали намір замінити Кулла замаскованою людиною-змієм, як це зробили з його попередниками. Наступного дня Люди-змії знову намагаються замінити Кулла. Через ілюзію він і Бруле потрапляють в окрему кімнату замість справжньої ради, оточені людьми-зміями, замаскованими під радників. Однак Кулл вчасно усвідомлює пастку і вони ледве перемагають своїх супротивників. Прямуючи в справжню Кімнату Ради, вони бачать іншого Кула. Самозванця Кулла вбиває справжній король Кулл, розкриваючи підробку як людину-змію, а також відкриваючи правду про існування людей-змій загалом. Історія закінчується клятвою Кулла полювати та знищити людей-зміїв назавжди.

## Сприйняття
Після публікації «Королівства тіней» «Weird Tales» («Дивні казки») отримали кілька листів від читачів, які вихваляли історію. Пізніше «Королівство тіней» було визнано найпопулярнішим оповіданням серпня 1929 року. питання в опитуванні читачів «Weird Tales».
Роберт Вайнберг похвалив «Королівство тіней» як «захоплюючу повість про мечі та чаклунство». 
Історик фентезі Морган Т. Холмс заявив, що ««Королівство тіней» багато хто вважав першою справжньою історією про меч і чаклунство через головного героя, місце дії та атмосферу. Зник будь-який зв’язок з історією; обстановка просто фантастична". Письменник Браян Мерфі зазначає, що «Королівство тіней» є першою історією, яка зображує воїна-варвара, який бореться з надприродним злом у світі уяви письменника. Він також зазначає, що популярність оповідання спонукала Говарда написати більше оповідань у подібному ключі, як про Кулла, так і про Конана..

## Адаптації
Історія була адаптована в наступних коміксах:
- Kull the Conqueror #2, вересень 1971 (Marvel Comics). Написав Рой Томас, олівцем Марі Северін, чорнилом Джон Северін.
- Kull #2, грудень 2008 (Dark Horse Comics). Автор Арвід Нельсон, художник Вілл Конрад
- «Королівство тіней», 2024 (Arrow Comics). Написав Ренді Ціммерман, художник Расс Ліч. [4].